# Глибока витяжка

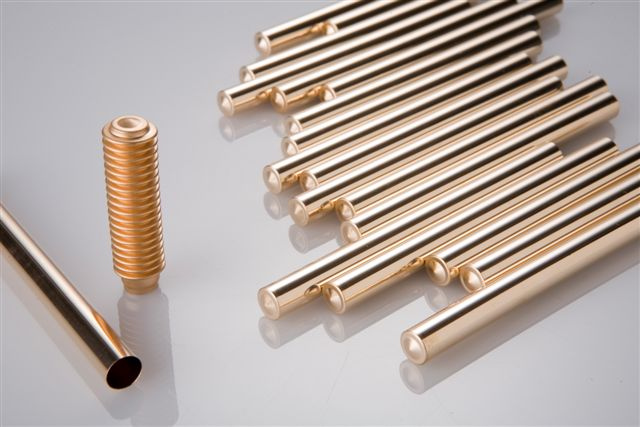
Приклад глибокої витяжки

Глибока витяжка — це процес формування листового металу, при якому заготовка з листового металу радіально втягується в формувальну матрицю за допомогою механічної дії пуансона. Таким чином, це процес зміни форми із збереженням матеріалу. Процес вважається «глибоким» витягуванням, коли глибина витягнутої деталі перевищує її діаметр. Це досягається повторним малюванням деталі через ряд штампів.
Область фланця (листовий метал у зоні плеча матриці) зазнає радіальної напруги витягування та тангенціальної напруги стиску завдяки властивості утримання матеріалу. Ці стискаючі напруги (кільцеві напруги) призводять до зморшок на фланці (зморшок першого порядку). Зморшки можна запобігти, використовуючи тримач заготовки, функція якого полягає в полегшенні контрольованого потоку матеріалу в радіус матриці. Преси глибокої витяжки, особливо в аерокосмічній та медичній промисловості, вимагають неперевершеної точності. Преси для гідроформування листів виконують складну роботу по витяжці. Розмір станини, тоннаж, хід, швидкість тощо можна пристосувати до конкретної програми формування витягування.